# Televiziunea în Uniunea Sovietică

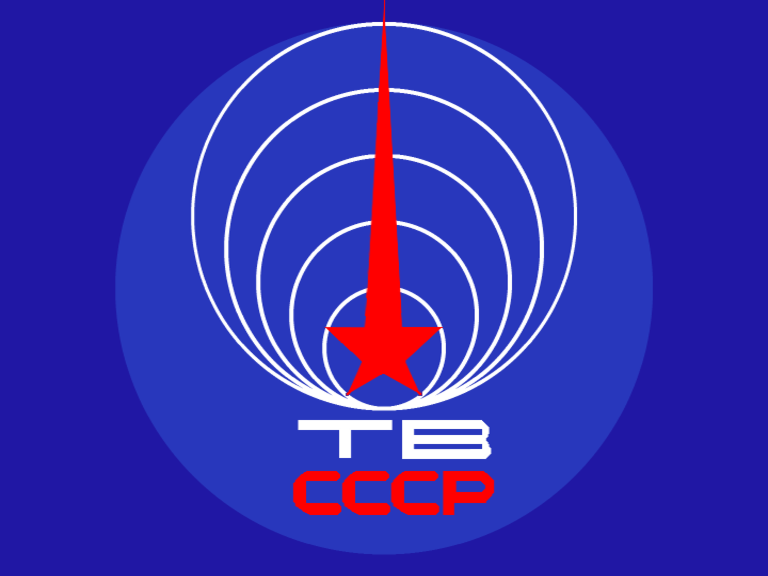
Logo-ul Televiziunii Centrale Sovietice

Televiziunea sovietică era cenzurată, controlată și deținută de stat. Organismul ce guverna televiziunea în epoca sovietică a fost comitetul Gostelradio, care era responsabilă și se ocupa, atât de Televiziune Centrală Sovietică cât și de posturile din întreaga Uniune.
Producțiile de televiziune din Uniunea Sovietică erau clasificate în patru categorii: (radiodifuziune centrală, televiziunea centrală sovietică, republicană și regională)

## Istorie
În 1938, televiziunea sovietică a început la Moscova și Leningrad sub auspiciile Comitetului pentru radioficare și radiodifuziune din întreaga Uniune de la Sovnarkom al URSS (Всесоюзный комитет по радиофикации и верации и верацио СНК СССР).
La 1 octombrie 1934, au fost produse primele receptoare de televiziune din URSS. B-2 avea un ecran de 3×4 centimetri (1¼×1½-inch) și o scanare raster mecanică în 30 de linii la 12,5 cadre pe secundă. La 15 noiembrie 1934, Uniunea Sovietică a avut prima emisie a unui post de televiziune. La 15 octombrie 1935 a avut loc prima difuzare a unui film.
La 9 martie 1938 a fost difuzat un prim program experimental de televiziune de studio, din turnul Shabolovka, din Moscova. Trei săptămâni mai târziu, a fost difuzat primul film complet, Marele cetățean (Великий гражданин). La 7 iunie 1938, la Leningrad a fost judecată o emisiune de televiziune.
Între 1937 și 1939, o rețea experimentală de televiziune prin cablu, numită Broadcasting Television Node (Телевизионный Трансляционный Узел), a fost montată în interiorul unei case în Moscova. Tehnicieni ai VNII de Televiziune, Leningrad și TsNII de Comunicare Moscova au dezvoltat sistemul de distribuție prin cablu a programelor radio și a semnalului TV pentru comandanții militari sovietici de rang înalt, precum și membrii Partidului Comunist. Sistemul a inclus până la 30 de receptoare TV ATP-1 (АТП-1).
Al Doilea Război Mondial a perturbat emisia obișnuită de televiziune; a fost reintrodus la Moscova la 15 decembrie 1945. La 4 noiembrie 1948, centrul de televiziune din Moscova a început să difuzeze într-un standard de 625 de linii. La 29 iunie 1949, de pe stadionul dinamovist s-a făcut prima emisiune în afara studioului, a unui meci de fotbal. La 24 august 1950, a fost făcută o emisiune pe distanță lungă de la Moscova la Reazan.
La timp pentru anul jubiliar de aur al Revoluției din octombrie 1967, emisiunile color SECAM au debutat atât la Moscova, cât și la Leningrad, pe canalele lor TV locale. În același an, a devenit operațional Orbita , primul sistem de televiziune prin satelit din lume. Până în 1973, serviciul de televiziune sovietic a crescut în șase canale naționale complete, plus posturi republicane și regionale care deservesc toate republicile și comunitățile minoritare.
Un impuls major al televiziunii în Uniunea Sovietică a avut loc odată cu implementarea sistemului Ekran. Primul satelit Ekran a fost lansat pe 26 octombrie 1976, pe orbită geostaționară la 99° E. Sistemul acoperea 40% din teritoriul țării (5 milioane de kilometri pătrați) și era destinat așezărilor mici din Siberia, Orientul Îndepărtat și Nordul Îndepărtat al Uniunii Sovietice. Spre deosebire de Orbita, Ekran avea deja elemente de difuzare directă a televiziunii prin satelit. Canalul satelit-pământ a funcționat pe frecvențe de televiziune UHF de 714 MHz și 754 MHz și a fost inițial planificat să fie difuzat de pe orbită în formatul televiziunii terestre, care ar permite recepționarea semnalelor direct pe un televizor. Cu toate acestea, aceasta a necesitat o putere de vârf ridicată a transmițătorului și nu a îndeplinit cerințele Regulamentului radio privind limitarea densității fluxului de putere pe teritoriul statelor adiacente Uniunii Sovietice. La sugestia lui VA Shamshin, modulația de frecvență a fost folosită în canalul satelit-pământ, ceea ce a necesitat conversia semnalului la sol. Cu toate acestea, stațiile colective de recepție de clasa a II-a erau mici și relativ ieftine, fiecare dintre ele avea încorporat un repetor TV terestru de putere redusă, cu o putere de 1 W (Ekran KR-1) sau 10 W (Ekran KR-10), sau distribuie semnalul printr-o rețea de cablu în interiorul unui bloc de apartamente. Posturile de clasa I au fost create pentru marile centre de televiziune. Sistemul Ekran a devenit primul pas către crearea sistemelor moderne de difuzare directă de televiziune.
Dezvoltarea ulterioară a sistemului Ekran a fost crearea sistemului de transmisie TV prin satelit de la Moscova, dezvoltat de Institutul de Cercetare Radio și funcționat pe baza sateliților geostaționari Gorizont, dar a folosit un tub cu o frecvență centrală de 3675 MHz. Acest lucru a rezolvat problemele cu compatibilitatea frecvenței și a făcut posibilă acoperirea întregului teritoriu al Uniunii Sovietice cu difuzare (Ekran a deservit doar Siberia, Nordul Îndepărtat și o parte a Orientului Îndepărtat al Rusiei). Modelul de bază al stației terestre Moscova-B, dezvoltat și la Institutul de Cercetare Radio , avea o antenă parabolică de recepție cu un diametru de 2,5 m și, atunci când lucra împreună cu repetorul TV RCTA-70/R-12, asigura o zonă de recepție sigură cu o rază de aproximativ 20 km. 
Dezvoltarea a început în 1974 la inițiativa lui Nikolai Talyzin și Lev Kantor ; în 1979, primul satelit a fost lansat la o poziție geostaționară de 14° V. d., iar sistemul a fost pus în funcțiune. Mai târziu, sateliții de la pozițiile 53° E, 80° E, 90° E și 140° E au fost conectați la difuzare. Fiecare satelit a difuzat un program de televiziune centrală sovietică cu o schimbare de timp pentru diferite fusuri orare ale URSS și Radio Mayak , precum și un canal de telefax pentru transmiterea benzilor de ziare. Sistemele de tip „Moscova” au fost utilizate pe scară largă în URSS și în unele misiuni străine ale țării, au fost lansate în total aproximativ 10 mii de stații terestre cu diferite modificări. În 2005, odată cu trecerea la un semnal digital, prin sistem a început difuzarea mai multor programe TV într-un pachet.
În 1986–1988, sub conducerea lui Yuri Zubarev, Lev Kantor, sistemul „Moscova-Global” a fost dezvoltat special pentru difuzarea către misiunile interne din străinătate. A folosit același trunchi de satelit Gorizont ca și sistemul Moskva, dar conectat la o antenă care acoperea suprafața maximă posibilă a suprafeței Pământului. Doi sateliți la 11° V și 96,5° E au acoperit cea mai mare parte a teritoriului Pământului și au asigurat lucru cu stații de recepție care aveau o oglindă antenă cu un diametru de 4 m. Sistemul a transmis un canal TV, trei canale digitale la 4800 biți/s și două la 2400 biți/s.

## Distanță și geografie
Dimensiunea și geografia Uniunii Sovietice au făcut dificilă  televiziunea în Uniune. Acești factori au inclus munți, cum ar fi Munții Urali, Taiga și Stepele, precum și întinderea a 11 fusuri orare. De exemplu, un program difuzat la 18:00 la Moscova a venit la 21:00 la Bișhkek, Kîrgîzstan. Densitatea populației era neregulată, cu mult mai mulți locuitori în vest. Uniunea Sovietică a transmis, de asemenea, emisiuni către alte state ale Pactului de la Varșovia.

## Standard de televiziune sovietic
Standardul sovietic de televiziune a folosit CCIR System D ( banda OIRT VHF cu canalele „R” variind de la R1 la R12) și System K (banda UHF paneuropeană/africană ), cu SECAM ca standard de sistem de culoare. Sistemul rezultat este denumit în mod obișnuit „SECAM D/K”.

## Posturi de televiziune în Uniunea Sovietică
În Uniunea Sovietică au existat șase posturi de televiziune, care erau denumite programe. 
- Televiziunea Centrală a Uniunii Sovietice, actualul post Pervîi Kanal (Programul Unu)
- Programul Doi, actualul post Rossia-1
- Programul 3, denumit și Programul Moscova, actualul post TV Centre.
- Programul 4
- Programul 5
- Programul 6

## Servicii regionale de televiziune
Pe lângă canalele naționale de televiziune, fiecare dintre Republicile Uniunii Sovietice și Republicile Autonome Sovietice Socialiste ale Uniunii Sovietice avea propria companie de stat de radio și televiziune sau comitete de radiodifuziune de stat. Compania sau comitetul regional putea difuza programe regionale în rusă sau în limba locală, alături de programul oficial al primului program și a putut, de asemenea, să difuzeze canale suplimentare numai pentru zona lor de acoperire. Alături de ei se aflau o serie de posturi de televiziune din oraș, care au servit ca retransmițători de programare națională, cu opțiuni locale pentru știri și probleme de actualitate.

## Servicii sovietice de satelit
Sistemul intern de televiziune prin satelit al Uniunii Sovietice, Orbita, a fost primul sistem de televiziune prin satelit din lume și a fost la fel de mare ca sistemul de satelit Anik din Canada și Statele Unite.
Sistemul a oferit posibilitatea de a viziona programe de televiziune centrală pentru aproape 90 de milioane de cetățeni ai URSS care trăiesc în Siberia și Orientul Îndepărtat. Sub conducerea sa, au fost introduse și sistemele de satelit „Moscova” și „Moscova-Global”.
În 1990, existau 90 de sateliți Orbita, care furnizează programare la 900 de emițătoare principale și peste 4.000 de stații releu. Cei mai cunoscuți sateliți sovietici au fost sateliții Molniya. Alte grupuri de sateliți au fost sateliții Gorizont, Ekran și Statsionar. Oamenii din afara Uniunii Sovietice care foloseau o televiziune prin satelit TVRO puteau primi posturile sovietice. Toate celelalte canale de televiziune naționale (programele 2, 3, 4 și 5) au folosit programul „dublu” compus din time-shifting.
Numai Primul Program a fost decalat după modelul unui program radio similar, Primul Program All-Union de la radioul sovietic. TV Orbita-1 a fost difuzat în fusurile orare UTC +11, +12 și +13. TV Orbita-2 a fost difuzat în fusurile orare UTC +9 și +10; TV Orbita-3 în fusurile orare UTC +7 și +8; TV Orbita-4 în UTC +5 și +6; și primul program în fusurile orare UTC +2, +3 și +4.

## Programe
Programele TV sovietice a fost diversă și similară cu cea a postului PBS din Statele Unite. Programele includeau programe de știri, programe educaționale, documentare, filme ocazionale și programe pentru copii. Evenimentele sportive majore, cum ar fi meciurile de fotbal și hochei pe gheață, erau adesea transmise în direct. Programele puteau fi interne sau realizate în țările Pactului de la Varșovia.
Emisiunile aveau nivel ridicat de cenzură. Critica împotriva statului și implementarea ideologiei sovietice, emisiunile cu caracter erotic sau cu nuditate, limbajul licențios, consumul de droguri sau reprezentarea grafică a violenței erau interzise pe programele Uniunii Sovietice.
Principalele programe de știri au folosit prezentatori cu o dicție exemplară și o cunoaștere excelentă a limbii ruse. Serghei Georgyevich Lapin, președintele Comitetului de stat al URSS pentru televiziune și radio (1970-1985), a făcut o serie de reguli. Prezentatorii de sex masculin nu puteau avea barbă și trebuiau să poarte cravată și jachetă. Femeile nu aveau voie să poarte pantaloni. Lapin a interzis difuzarea unui prim-plan cu Alla Pugacheva cântând la microfon, deoarece a considerat că amintește de sexul oral. Lapin și comitetul său au fost acuzați de antisemitism în programele de televiziune.
În ciuda acestor limitări, televiziunea a crescut în popularitate. Volumul mediu zilnic de difuzare a crescut de la 1673 de ore în 1971 la 3700 de ore în 1985. Un nou complex de televiziune și radio, „PTRC” a fost construit pentru Jocurile Olimpice de la Moscova din 1980. Centrul Tehnic Ostankino din Moscova era unul dintre cele mai mari din lume la acea vreme.
La sfârșitul anilor 1980, natura programelor au început să se schimbe. Unele programe occidentale, mai ales din Regatul Unit și America Latină, au fost importate. Au fost introduse talk-show-uri și game show-uri, adesea copiate de la omologii lor din vest. De exemplu, serialul Pole Chudes (Câmpul miracolelor) a fost bazat pe Roata norocului. Reglementările privind libertatea de exprimare au fost încetinite.
Până la sfârșitul anilor 1980, televiziunea sovietică nu avea reclame și erau rare, deoarece puține companii puteau produce reclame despre ele înșine.
Știrile și jurnalele de televiziune ale Uniunii Sovietice erau furnizate de Agenția Telegrafică a Uniunii Sovietice (TASS). 

### Filme create pentru TV
La începutul anilor 1960, televiziunea din URSS s-a extins rapid. Creșterea numărul de canale și a duratei difuzărilor zilnice, a creat o lipsă de conținut adecvat. Acest lucru a condus la producția de filme de televiziune, în special de filme de televiziune cu mai multe episoade (многосерийный телевизионный фильм) — porecla oficială sovietică pentru miniseriale..În ciuda faptului că Uniunea Sovietică a început să transmită color în 1967, televizoarele color nu s-au răspândit până la sfârșitul anilor 1980. Acest lucru a justificat filmarea filmelor realizate pentru TV pe film alb-negru.
În 1965, în patru episoade Chemând foc, pericol aproape, este considerată prima miniserie sovietică. Este o dramă de epocă, plasată în cel de-al Doilea Război Mondial, care înfățișează luptători de gherilă sovietici infiltrăndu-se într-un complex german și direcționând focul armatei sovietice regulate pentru a distruge aerodromul german. În anii 1970, fervoarea simplă a făcut loc unei interacțiuni mai nuanțate de patriotism, familie și viața de zi cu zi, înglobate în genuri tradiționale de dramă criminală, spectacol de spionaj sau thriller. Una dintre cele mai populare miniseriale sovietice — Seventeen Moments of Spring, despre un spion sovietic care operează în Germania nazistă, a fost filmată în 1972. Această miniserie de 12 episoade a inclus trăsături de thriller politic și docudramă și a inclus fragmente din știri de epocă. Produs inițial în alb-negru în raport de aspect 4:3, a fost colorat și reformatat pentru televizoare cu ecran lat în 2009.
Alte miniseriale populare ale erei sovietice includ The Shadows Disappear at Noon (1971, 7 episoade) despre soarta mai multor generații de localnici dintr-un sat siberian, The Meeting Place Cannot Be Changed (1979, 5 episoade) despre lupta împotriva criminalilor în imediata perioadă postbelică și episoadele TASS este autorizat să declare....., remorcher al agențiilor de informații sovietice și americane.
Au fost produse numeroase miniserii pentru copii în anii 1970 și 1980. Printre acestea se numără: Aventurile lui Buratino (1976, 2 episoade) — o adaptare după Cheia de aur sau Aventurile lui Buratino de Alexei Tolstoi, care, la rândul său, este o repovestire a Aventurilor lui Pinocchio de Carlo Collodi; The Two Captains (1976, 6 episoade) — o adaptare a The Two Captains de Veniamin Kaverin care vorbește despre o căutare a unei expediții arctice pierdute și descoperirea lui Severnaya Zemlya ; The Adventures of Elektronic (1979, 3 episoade) despre un robot umanoid care se întâlnește și se împrietenește cu prototipul său – un școlar de clasa a VI-a; Guest from the Future (1985, 5 episoade) despre un băiat și o fată care călătoresc în timp și luptă cu criminali intergalactici. În fiecare dintre acestea, CTV-URSS le-a coprodus cu Gorki Film Studio.

## Hardware
Televizoarele din Uniunea Sovietică erau cunoscute ca având hardware de calitate scăzută. Modelul Rubin-714 era cunoscut pentru a exploda din cauza calității scăzute a plasticului și a tubului.